# ويليام توماس فورستر
ويليام توماس فورستر هو سياسي كندي، ولد في 1857، وتوفي في 4 يونيو 1938.